# Питирим (Окнов)
Митрополи́т Питири́м (в миру Павел Васильевич Окнов; 28 июня (10 июля) 1858, мыза Кокенгузен, Рижский уезд, Лифляндская губерния — 21 февраля (5 марта) 1920, Екатеринодар) — епископ Православной российской церкви; митрополит Петроградский и Ладожский (23 ноября 1915 года — март 1917 года), член Святейшего синода (с 26 июня 1914 года).
Черносотенец. В обществе имел репутацию ставленника Григория Распутина, из-за чего был первым смещён с кафедры, в числе ряда иных иерархов, вскоре после падения монархии, 6 марта 1917 года (по юлианскому календарю).

## Биография

### Ранние годы
Родился 28 июня 1858 в семье протоиерея мызы Кокенгузен Рижского уезда Лифляндской губернии.
Весьма лестно отзывался о нём в «Воспоминаниях» бывший товарищем обер-прокурора Святейшего синода князь Николай Жевахов: «Материнское влияние, в связи с глубокими религиозными основами, заложенными отцом, наложило на природу мальчика отпечаток чрезвычайной женственности. Я особенно подчёркиваю этот факт и желал бы сосредоточить на нём преимущественное внимание, ибо без этого условия весьма многое в последующей жизни митрополита Питирима останется непонятным».
В 1879 году окончил Рижскую Александровскую гимназию и поступил в Киевскую духовную академию, которую окончил в 1883 году со степенью кандидата богословия.
3 июня 1883 года пострижен в монашество. Почти никто в академиях в то время в монашество не постригался, поэтому стали говорить, что Питирим Окнов «прорубил окно в монашество». По воспоминаниям Н. Д. Жевахова: «те сведения, какие сообщил мне почивший настоятель „Скита Пречистыя“ Киевской епархии, схиигумен Серафим, рисуют картину иноческого пострижения молодого П. В. Окнова совсем необычными красками. Юноша П. В. Окнов был так изумительно красив, что даже его восприёмный отец, известный своей подвижническою жизнью старец, иеросхимонах Алексий (Шепелев) <…> отговаривал его от пострига, предрекая, что иночество явится для него чрезмерно тяжким крестным путём. Стройный, изящный, с женственными манерами и движениями, безгранично деликатный и превосходно воспитанный, робкий и застенчивый, юноша Окнов обращал на себя всеобщее внимание. Его огромные, задумчивые глаза, окаймлённые ресницами, бросавшими тень на залитые ярким румянцем щеки, прелестный овал бледно-матового лица и великолепные чёрные кудри, свисавшие до самых плеч, точно просили кисти художника, чтобы быть запечатлёнными на полотне, как отражение расцвета нежной юности».

### Священник
12 июня того же года рукоположён во иеродиакона, а 19 июня — во иеромонаха и по окончании академии со степенью кандидата богословия назначен преподавателем Киевской духовной семинарии.
С 26 июня 1887 года — инспектор Ставропольской духовной семинарии. 24 марта 1890 года назначен ректором той же семинарии, а 8 апреля возведён в сан архимандрита.
С 11 января 1891 года ректор Санкт-Петербургской духовной семинарии.

### Епископ
17 июля 1894 года хиротонисан во епископа Новгород-Северского, викария Черниговской епархии.
В 1896 году был назначен на самостоятельную кафедру, епископом Тульским и Белёвским.
С 17 июня 1904 года — епископ Курский и Белгородский (с 25 февраля 1905 года, в связи с учреждением Белгородского викариатства, именовался Курским и Обоянским).
Во время революционных событий 1905 года принимал участие в деятельности курских монархистов, был избран почётным председателем курского отдела Союза русского народа. Под его председательством в 1906 году в Курске прошёл единоверческий епархиальный съезд — первый из череды подобных съездов в России, проведение которых стало возможно благодаря царскому указу об укреплении начал веротерпимости.

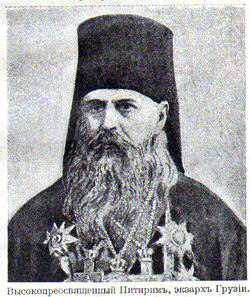
Экзарх Грузии, Архиепископ Питирим (Окнов).

6 мая 1909 года возведён в сан архиепископа. В 1911 году в Белгороде руководил организацией торжеств открытия мощей святителя Иоасафа (Горленко).
4 октября 1911 года назначен архиепископом Владикавказским и Моздокским. Владикавказская епархия была менее статусной, чем Курская. В качестве причины такого перевода с понижением, обыкновенно указывается на неудовлетворительную организацию им канонизационных торжеств святителя Иоасафа Белгородского.
На Владикавказской кафедре, так же, как и его предшественники, уделял большое внимание миссионерской деятельности. Особое внимание уделял осетинским приходам, о которых писал в Синод, что в них «положение Православия особенно печально». Для исправления церковной жизни Осетии провёл во Владикавказе в феврале 1912 года съезд осетинских пастырей.
С 22 декабря 1913 года — архиепископ Самарский и Ставропольский.
Как полагал протопресвитер Георгий Шавельский, оказавшись в 1911 году в опале и утратив расположение ранее ему благоволившего обер-прокурора Святейшего синода Владимира Саблера, начал искать нового покровителя и нашёл его в лице Григория Распутина, ставя цель занять столичную кафедру.
С 26 июня 1914 года — архиепископ Карталинский и Кахетинский, член Святейшего синода и экзарх Грузии.
В 1915 году пожалован бриллиантовым крестом на клобук.

### На петроградской кафедре
23 ноября 1915 года возведён в сан митрополита и назначен митрополитом Петроградским и Ладожским с правом ношения креста на митре. При этом звание первенствующего члена Святейшего синода сохранил митрополит Владимир (Богоявленский), смещённый со столичной кафедры на Киевскую. В обществе немедленно сложилось мнение, что это назначение было результатом прямой протекции Распутина. Таким образом, ещё до того, как Питирим смог прибыть в Петроград и как-то проявить себя в качестве правящего архиерея и церковно-общественного деятеля, вокруг него уже сложилась определённая репутация.
Протопресвитер армии и флота Георгий Шавельский (член Синода в предреволюционные месяцы) в мемуарах писал, что «митрополит Питирим всю свою жизнь паясничал и лицемерил» и давал ему следующую оценку: «Собственно говоря, Питирим вступил на Петроградскую митрополичью кафедру в такую пору своей жизни, когда внешние качества, как красивая наружность, которыми он раньше кой-кого очаровывал, теперь с годами исчезли, а высоких духовных качеств, которые теперь были бы очень не лишними для его высокого сана, ему не удалось воспитать. Сейчас он представлял собой довольно невзрачного, слащавого, льстивого и лживого старика. Несмотря на свои 58 лет, он выглядел стариком. Бегающие, никогда не смотревшие на собеседника глаза, борода мочалкой, вкрадчивый, как бы заискивающий голос, при небольшом росте и оригинальной походке, делали его фигуру скорее жалкой, чем величественной, и безусловно несимпатичной. И, однако, за последние два царствования ни один из митрополитов не был так близок к царской семье и столь влиятелен в делах, как митрополит Питирим. В то время, как прежние митрополиты удостаивались бывать в царской семье два — три раза в год, митрополит Питирим бывал почти каждую неделю, мог бывать, когда только ему хотелось. <…> Мне кажется, что царь и царица, слепо верившие и в чудодейственную силу, и в святость Распутина, весьма огорчались тем, что наши лучшие епископы и наиболее видные представители белого духовенства не разделяли их взглядов на „чудотворца“. Хоть с высоты царского величия они и старались игнорировать преобладающее и в епископате, и клире отрицательное отношение к Распутину, но они много дали бы, чтобы такого отношения не было. Поэтому-то всякий, даже самый ничтожный епископ или клирик, становившийся близко к „старцу“, делался близким и желанным для царской семьи. <…> Питирим понял это, с циничной откровенностью стал на сторону Распутина и с достойной лучшего применения решительностью взялся за реабилитацию якобы не понятого другими „старца“. Хитрый Тобольский мужик учёл, что поддержка Петроградского митрополита для него — далеко не лишняя и, чтобы она стала надёжной, начал настойчивее напевать царице о высоких качествах Питирима. <…> Поддержка митрополита Питирима, действительно, чрезвычайно укрепила Распутина».
Благодаря близости и расположению среди царской семьи митрополит Питирим приобрёл немалый политический вес. По словам Шавельского: он «свалил обер-прокурора Волжина и выбрал нового — Раева. После падения Волжина все, стремившиеся к обер-прокурорскому креслу, прежде всего бросились к митрополиту Питириму, не скрывая известного им, что выбор нового обер-прокурора всецело зависит от Петроградского митрополита. Перед митрополитом Питиримом заискивали, к нему за советом ездили даже министры. Конечно, такого влияния митрополит Питирим достиг не личными высокими качествами, не какими либо заслугами перед церковью или государством, — и те и другие, к сожалению, у него отсутствовали, — а кривыми путями, в выборе которых он не стеснялся».
Высочайшим рескриптом, данным 6 декабря 1916 года, Питириму был пожалован крест для предношения в священнослужении.
В другом своём труде, написанном в 1930-х годах, Шавельский писал: «Время пребывания митр. Питирима на Петроградской кафедре составит совершенно особый период синодальной истории. Раньше Синоду приходилось бороться с обер-прокурорами. <…> Теперь же Синоду приходилось бороться с Петроградским митрополитом. <…> Борьба между Синодом и митр. Питиримом была представлена царю и царице как борьба двух направлений: обветшавшего и затхлого, какого якобы держался Синод, и нового — светлого и многообещающего, стремящегося обновить и оживить церковную жизнь, которое якобы возглавлял митр. Питирим. <…> Революция положила конец этой злосчастной борьбе».
Его связи с Григорием Распутиным давали некоторым подозревать его в нарушении нравственной жизни. В петроградском обществе в дни Февральской революции нерасположение и ненависть к его личности привели к его отставке. Много пересудов вызывала его привязанность к своему секретарю Ивану Осипенко, известному как «Ваня». «Чтобы как-то замаскировать слишком бросавшиеся в глаза странно близкие отношения главного сановника церкви и безвестного субъекта, Питирим выдавал Осипенко за своего воспитанника».

### На покое
27—28 февраля 1917 года в покои Питирима в Митрополичьем корпусе Александро-Невской лавры во множестве ворвались люди, которые под предлогом поиска оружия обыскали помещение и арестовали митрополита, затем посадили его на старую разбитую машину и под неистовые крики народа, требовавшего мщения «распутинскому» приверженцу, повезли по городу в Думу к Александру Керенскому. Доставленный в Таврический дворец, митрополит выразил желание уйти на покой и был отпущен. 2 марта он направил письменное прошение об увольнении на покой и больше на заседаниях Святейшего синода не присутствовал.
Определением Святейшего синода от 6 марта 1917 года за № 1213 был уволен на покой, согласно прошению; местопребывание ему было определено в пределах Владикавказской епархии: или в монастыре, что на горе Бештау (Второафонский), или в подворье того же монастыря в Пятигорске.
Митрополит уехал в Пятигорск, где проживал в подворье Второ-Афонского монастыря. Жил в бедности и презрении от светского общества при ставке главнокомандующего войсками Терско-Дагестанского края генерала Ивана Эрдели.
О эпизоде в последние месяцы его жизни (Екатеринодар, конец 1919 года) митрополит Евлогий (Георгиевский) вспоминал: «Однажды зашёл я в архиерейский дом, сидим мы, раздумываем о положении дел, — и вдруг входит старик, в мещанской чуйке, в шапке, изнурённый, измученный, по виду странник, — и мы в изумлении узнаем в нём… бывшего Петербургского митрополита Питирима. Оказывается, он был сослан в Успенский монастырь, на Кавказе, на горе Бештау. Когда началась эвакуация, он бросился к нам. И теперь, дрожа от волнения, психически потрясённый, он униженно молил нас о помощи: „Не оставляйте, не бросайте меня…“ — „Не беспокойтесь, не волнуйтесь, мы не оставим вас…“ — сказал я. „Отдохните у меня…“ — предложил митрополит Антоний. Неожиданной встречей я был потрясён. Помню митрополита Питирима в митрополичьих покоях… Как он домогался этого высокого поста! Как старался снискать расположение Распутина, несомненно в душе его презирая! Эта встреча осталась в моей памяти ярким примером тщеты земного величия…»
Находясь в Екатеринодаре, где готовился отбыть через Новороссийск из России в связи с приближением Красной армии, умер 21 февраля 1920 года (по юлианскому календарю).
22 февраля отпевание покойного митрополита возглавил митрополит Антоний (Храповицкий), управлявший тогда Кубанской и Екатеринодарской епархией. Погребён Питирим в Екатерининском (красном) соборе Екатеринодара.

## Оценки и память
Профессор СПбПДА Сергей Фирсов называет Питирима «одной из наиболее пререкаемых исторических личностей того времени» и отмечает, что «в течение многих лет исследователи писали о нём немного, но преимущественно критически, связывая имя владыки с именем сибирского странника Григория Распутина и называя одним из наиболее активных деятелей „камарильи“».
В 1990-е годы в связи с желанием некоторых историков и публицистов пересмотреть сложившееся в исторической науке негативное отношение к Распутину изменилась и характеристика митрополита Питирима. Примером могут служить публикации Сергея Фомина, доказывающего «праведность» Григория Распутина и, соответственно, высокие качества всех, кто был близок к нему, кто не стремился разубедить императора Николая II и императрицу Александру Фёдоровну в добром отношению к «старцу».

## Сочинения
- Грехопадение человека и его искупление. Слово в день Рождества Христова Архивная копия от 10 мая 2012 на Wayback Machine // Странник. — СПб., 1893. — Т. III. — С. 632—639.
- Несколько слов и речей архим. Питирима ректора Санкт-Петербургской духовной семинарии. — СПб., 1893.
- Отрадные чаяния христианина (Слово в день Сретения Господня) Архивная копия от 10 мая 2012 на Wayback Machine // Странник. — СПб., 1894. — Т. I. — С. 29—35.
- Речи и слова архиепископа Питирима, экзарха Грузии. — Самара, 1914.
- Напутственное слово непобедимому русскому воинству. — Тифлис, 1915.
- Архипастырское послание экзарха Грузии. — Тифлис, 1915.